# EEMBC

EEMBC, l'Embedded Microprocessor Benchmark Consortium, és una organització sense ànim de lucre, finançada per membres, creada l'any 1997, centrada en la creació de punts de referència estàndard per al maquinari i el programari utilitzats en sistemes integrats. L'objectiu dels seus membres és convertir els benchmarks d'EEMBC en un estàndard de la indústria per avaluar les capacitats dels processadors integrats, compiladors i les implementacions de sistemes incrustats associades, d'acord amb criteris objectius, clarament definits i basats en aplicacions. Els membres d'EEMBC poden contribuir al desenvolupament de benchmarks, votar en diverses etapes abans de la distribució pública i accelerar les proves de les seves plataformes mitjançant l'accés anticipat a benchmarks i especificacions associades.

## Grups de treball de referència més populars[3]
- AutoBench 1.1: codi d'un sol fil per a aplicacions d'automoció, industrials i d'ús general.
- Xarxa: codi d'un sol fil associat amb paquets en moviment en aplicacions de xarxa.
- MultiBench: codi multiprocés per provar l'escalabilitat dels processadors multinucli.
- CoreMark: mesura el rendiment de les unitats centrals de processament (CPU) utilitzades en sistemes integrats.
- BXBench: punt de referència del sistema que mesura l'experiència de l'usuari de navegació web, des del clic/toc en un URL fins a la pàgina final que es mostra a la pantalla, i no es limita a mesurar només l'execució de JavaScript.
- AndEBench-Pro: punt de referència del sistema que proporciona un mètode estandarditzat i acceptat pel sector per avaluar el rendiment de la plataforma Android. Es pot descarregar gratuïtament a Google Play.
- FPMark: codi multifil per a càrregues de treball de punt flotant de precisió única i doble, així com conjunts de dades petits, mitjans i grans.
- ULPMark: referència de mesurament d'energia per a microcontroladors d'ultra baixa potència; Els punts de referència inclouen ULPMark-Core (amb un enfocament en l'activitat bàsica del microcontrolador i els modes de repòs) i ULPMark-Peripheral (amb un enfocament en l'activitat perifèrica del microcontrolador, com ara el convertidor analògic a digital, el bus d'interfície perifèric en sèrie, el rellotge en temps real i el pols, modulació d'amplada).
- IoTConnect: referència a nivell de sistema que mesura el rendiment i l'energia associada a la connexió de dispositius d'Internet de les coses ; la primera fase, anomenada IoTMark-BLE, se centra en Bluetooth.
- ADASMark: centrat en els fluxos d'aplicacions intensives en càlcul que són comuns a les arquitectures informàtiques heterogènies incrustades; la primera fase inclou càrregues de treball del món real des de la vista envoltant d'automoció.
- SecureMark: mesura el rendiment, l'energia i l'impacte de la memòria permetent als desenvolupadors d'aplicacions analitzar les implementacions de seguretat dels dispositius IoT.
- IoTMark-Wi-Fi: la segona fase d'IoTMark, que se centra en l'eficiència energètica 802.11.[4]